# Azorella macquariensis
Azorella macquariensis là một loài thực vật có hoa trong họ Hoa tán. Loài này được Orchard mô tả khoa học đầu tiên năm 1989.